# Sorindeia grandifolia
Sorindeia grandifolia är en sumakväxtart som beskrevs av Adolf Engler. Sorindeia grandifolia ingår i släktet Sorindeia och familjen sumakväxter. Inga underarter finns listade i Catalogue of Life.